# Temple protestant de Gabre
Le temple protestant de Gabre est un édifice religieux situé 7 place de la Mairie, à Gabre, en Ariège. La paroisse est membre de l'Union nationale des Églises protestantes réformées évangéliques de France.

## Historique
Jeanne d'Albret, reine de Navarre et comtesse de Foix en 1555, favorise le développement du protestantisme et impose le calvinisme dans son royaume en 1561. Théodore de Bèze raconte dans Histoire ecclésiastique des églises réformées au royaume de France l'implantation du protestantisme à Pamiers et au Mas-d'Azil en 1561. L'église protestante du Mas-d'Azil est fondée en novembre 1561 où commence à prêcher Bernard Perrin,. Gabre devient la patrie des gentilshommes verriers protestants.

### Sous l'Ancien régime
L'église Saint-Laurent ayant été endommagée, elle est restaurée et devient le temple protestant de Gabre. L'église est rendue aux catholiques après l'édit de Nantes, en 1598. Le temple est construit en haut du village, sur les hauteurs de Las Termes, au début du XVIIe siècle. Il est desservi par les pasteurs du Mas-d'Azil et du Carla.
En 1625, le roi Louis XIII confie au maréchal de Thémines le commandement de ses armées pour rétablir le catholicisme en Béarn. Elles font le siège du Mas-d'Azil du 9 septembre au 20 octobre 1625 dont la défense est commandée par Jacques de Saint-Blancard,. Devant la résistance de la ville aidée par les protestants des environs, le maréchal de Thémines doit se retirer sans avoir réussi à prendre la cité. 
En 1668, Louis XIV ordonne aux protestants de démolir eux-mêmes le temple, ce qu'ils refusent, ou à payer les frais de démolition. Après la révocation de l'édit de Nantes, les catholiques contraignent les protestants de Gabre soit à abjurer, soit à vivre leur foi dans la clandestinité. Plusieurs assemblées du désert ont été organisées. Celle de 1697, dans le bois de la Bade, pendant laquelle prêche le menuisier Gardel a été réprimée et a entraîné plusieurs condamnations aux galères et à la prison.
Parmi les gentilshommes verriers de Gabre, il y a deux familles importantes, les de Robert à la verrerie des Garils et les de Grenier à Gabre et Fabas. En 1762, à Caussade, est arrêté le pasteur François Rochette. Les trois frères de Grenier, Henri, Jean et Joachim de Grenier, sieurs de Commel, de Sarradou et de Lourmade, accourent à Caussade pour l'aider mais y sont arrêtés. Ils sont transférés à Toulouse où le parlement de Toulouse les condamne à mort, par pendaison pour le pasteur et à être décapités pour les trois frères de Grenier. L'exécution a lieu le 19 février 1762,,. On a longtemps affirmé que les trois frères de Grenier étaient originaires de Gabre car leur sœur y est décédée, mais Onésime de Grenier a retrouvé leur nom sur le registre de l'église de Lavielle, commune de Camarade. En octobre 1762, le même parlement commence l'instruction de l'affaire Calas.

### Après la Révolution
Les protestants retrouvent la liberté de culte avec la Déclaration des droits de l'homme et du citoyen de 1789. Près de 7 000 protestants subsistent alors en Ariège, principalement autour du Mas-d'Azil, Saverdun et Mazères. En 1802, Napoléon Ier organise avec les articles organiques du régime concordataire français les Églises réformées en Consistoires hiérarchiques.
Deux temples sont construits. L'Église réformée consistoriale, officielle et financée par l'État, fait élever en 1803 un temple au village de Gabre, près de l'église catholique Saint-Laurent. L'Église libre, indépendante, fait bâtir en 1804 un autre temple sur les hauteurs, à l'emplacement de l'ancien temple, à Las Termes. Cette double construction traduit aussi un différend théologique. 
Le temple de l’Église réformée officielle est restauré en 1927. Après la Première Guerre mondiale, il reste le seul temple de Gabre, où se réunissent les protestants de l'Église réformée de France et ceux de l'Église réformée évangélique indépendante, qui deviendra l'Union nationale des Églises protestantes réformées évangéliques de France. Napoléon Peyrat est souvent venu à Gabre pour rendre visite à sa tante qui s'y était mariée. Le temple est restauré en 1997.

## Protection
Le temple a été inscrit au titre des monuments historiques le 7 avril 2015.